# أندرو كوري
أندرو كوري (بالإنجليزية: Andrew Currey) هو منافس ألعاب قوى أسترالي، ولد في 7 فبراير 1971.

## وصلات خارجية
- أندرو كوري على موقع الاتحاد الدولي لألعاب القوى (الإنجليزية)
- أندرو كوري على موقع النتائج التاريخية لألعاب القوى الأسترالية (الإنجليزية)
- أندرو كوري على موقع أوليمبيديا (الإنجليزية)
- أندرو كوري على موقع اللجنة الأولمبية الأسترالية (الإنجليزية)